# Modelo Randall-Sundrum

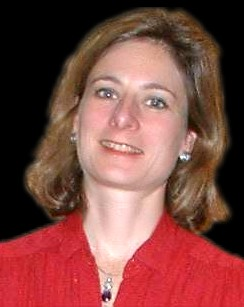
Lisa Randall, física de Harvard que propôs o modelo Randall-Sundrum com a colaboração de Raman Sundrum.￼Ajuda

Na física, os modelos de Randall-Sundrum imaginam o mundo real como um Universo de altas-dimensões descrito pela geometria entortada. Mais concretamente dizendo, nosso Universo é um espaço anti de Sitter pentadimensional e as partículas elementares com exceção do gráviton estão localizadas em uma ou mais membranas com (3 + 1) dimensões.
Os modelos foram propostos em 1999, por Lisa Randall e Raman Sundrum devido a uma insatisfação com os modelos extra-dimensionais universais da época.

## Ligaçoes externas
- Lisa Randall and Raman Sundrum, A Large Mass Hierarchy from a Small Extra Dimension, arXiv:hep-ph/9905221
- Lisa Randall's web page at Harvard University
- Raman Sundrum's web page at Johns Hopkins University